# Влаходимос, Панайотис
Панайотис Влаходимос (греч. Παναγιώτης Βλαχοδήμος; род. 12 октября 1991, Штутгарт) — греческий футболист, полузащитник немецкого клуба «Динамо Дрезден».
Его младший брат Одиссеас Влаходимос также футболист, вратарь.

## Клубная карьера

### Ранняя карьера
Влаходимос начал свою карьеру в клубе «Штутгарт-Ванген». Позже в 2001 году он присоединился к молодёжному составу «Штутгарта» и в 2010 году был переведён в резервную команду.
20 июня 2011 года Влаходимос перешёл в греческий клуб «Ксанти». Он дебютировал в команде 28 августа 2011 года в матче против ПАОКа. Он забил свой первый гол в игре против «Панатинаикоса», свой следующий гол он забил в ворота «Олимпиакоса», этот мяч был единственным в матче, он забил свой третий и последний гол в сезоне в матче против «ПАС Янина». За свою игру в течение сезона он получил награду лучшего молодого игрока сезона 2011/12.

### «Олимпиакос» и аренды
23 мая 2012 года Влаходимос подписал пятилетний контракт с «Олимпиакосом» стоимостью € 400000. Он дебютировал 20 октября 2012 года в матче против своего бывшего клуба «Ксанти», «Олимпиакос» выиграл со счётом 4:0. В матче Кубка Греции против «Панахаики» Влаходимос отдал голевую передачу на Костаса Митроглу, его команда победила со счётом 2:0. 14 февраля 2013 года он также дебютировал в еврокубках, в игре Лиги Европы против «Леванте», его клуб был разгромлен со счётом 3:0. Во втором матче против «Леванте» Влаходимос отыграл хорошо, но это было недостаточно, чтобы спасти «Олимпиакос» от поражения с минимальным счётом. Через три дня, 24 февраля, в матче против «Ариса» Влаходимос отдал голевой пас на Иоанниса Маниатиса, его клуб победил со счётом 2:1. Через неделю он забил первый гол за «Олимпиакос» и помог команде разгромить ОФИ со счётом 4:0. Он также сумел забить на выезде в матче против «Платаньяса», который завершился с идентичным счётом.
6 июля 2013 года Влаходимус на правах аренды присоединился к клубу Бундеслиги «Аугсбург». Он сыграл свой первый и единственный матч за «Аугсбург» 10 августа 2013 года против дортмундской «Боруссии». В конце года он вернулся в Грецию. В январе 2014 года он отправился в аренду до конца сезона в «Платаньяс».
2 февраля 2015 года Влаходимос присоединился к клубу Лиги 2 «Ним» на остаток сезона 2014/15. 30 августа 2015 года по возвращении в «Олимпиакос» его контракт был расторгнут, и Влаходимос стал свободным агентом.

### «Панатинаикос»
5 января 2016 года появилась информация, что «Панатинаикос» ведёт переговоры с Влаходимосом, с лета оставался без клуба. 24-летний игрок, который всё это время тренировался с «Гройтером» и «Арминия Билефельд», был в хорошей форме и готов вернуться в Греции в команду Андреа Страмаччони. В конце концов, 6 января 2016 года, он подписал контракт с «зелёными». 30 января 2016 года, несмотря на возможные юридические последствия подписания игрока «Олимпиакосом», 24-летний хавбек был включён в заявку «Панатинаикоса» на чемпионат, планировался его дебют в гостевом матче против «Платаньяса». В конце концов, 10 февраля 2016 года он дебютировал за клуб, выйдя на замену в матче Кубка Греции против «Атромитоса», его команда проиграла с минимальным счётом. 14 февраля 2016 года он дебютировал за команду в Суперлиге на выезде в игре против «ПАС Янина», а также открыл счёт; его клуб победил со счётом 3:0.

### Возвращение во Францию и Германию
10 июля 2017 года Влаходимос вернулся в «Ним», подписав полноценный трёхлетний контракт. Он покинул «Панатинаикос», так как тренер Маринос Узунидис не рассчитывал не него. 27 августа 2017 года он забил свой первый гол после возвращения, принеся победу с минимальным счётом в домашней игре против «Гавра». В конце сезона его клуб поднялся в Лигу 1, впервые с сезона 1992/93, финишировав на втором месте в Лиге 2.
23 августа 2019 года Влаходимос присоединился к немецкому «Зонненхоф Гроссаспах», подписав двухлетний контракт. 15 июля 2020 года подписал двухлетний контракт с «Динамо Дрезден» за неназванную сумму. 1 мая 2021 года он забил первый гол в ворота «Юрдинген 05». С «Динамо Дрезден» он выиграл Третью Бундеслигу в сезоне 2020/21 и завоевал повышение в классе.
19 сентября 2021 года Влаходимос в матче лиги против «Дармштадт 98» получил разрыв передней крестообразной связки левого колена, и игрок вышел из строя как минимум на шесть месяцев, ему предстоит операция.

## Международная карьера
Влаходимос решил представлять на международной арене Грецию, страну своих предков. Он играл за сборные до 19 лет и до 21 года, за которые провёл по семь матчей.